# Aurélien Bekogo
Aurélien Bekogo-Zogo, né le 27 décembre 1975 à Libreville, est un footballeur international gabonais.

## Biographie
Attaquant du Mangasport, avec qui il est champion du Gabon en 1995, il est international gabonais à vingt-cinq reprises entre 1994 et 2000, pour cinq buts inscrits.
Il participe avec le Gabon à la CAN 1996, inscrivant un but contre le Zaïre. Le Gabon atteint les quarts de finale du tournoi. Il réussit son tir-au-but contre la Tunisie, mais le Gabon doit finalement s’incliner.

## Buts internationaux
Remarque : ne sont pas inclus les buts inscrits lors de matchs amicaux
| Buts en sélection | Buts en sélection | Buts en sélection       | Buts en sélection | Buts en sélection           | Buts en sélection | Buts en sélection        |
|                   | Date              | Lieu                    | Adversaire        | Score                       | Résultat          | Compétition              |
| ----------------- | ----------------- | ----------------------- | ----------------- | --------------------------- | ----------------- | ------------------------ |
| 1.                | 13 novembre 1994  | Libreville (Gabon)      | Maurice           | 2-0 (1 but à ? sur penalty) | 3-0               | CAN 1996 (éliminatoires) |
| 2.                | 19 janvier 1996   | Durban (Afrique du Sud) | Zaïre             | 2-0 (1 but à 34e)           | 2-0               | CAN 1996 (1er tour)      |
| 3.                | 22 juin 1997      | Yaoundé (Cameroun)      | Cameroun          | 2-2 (1 but à 87e)           | 2-2               | CAN 1998 (éliminatoires) |

## Palmarès
- Champion du Gabon en 1995 avec le Mangasport